# Tischtennis-Europameisterschaft 2017/Qualifikation
In der Qualifikation zur Tischtennis-Europameisterschaft 2017 wurden zwischen September 2016 und April 2017 die Teilnehmer der Championship Division, Challenge Division und Standard Division ausgespielt.

## Modus
Der Qualifikationsmodus für die Europameisterschaft wurde 2015 geändert.
Bei den Männern nehmen die 29 bestplatzierten Mannschaften der letzten EM sowie der Erstplatzierte der (dritten) Standard Division (Niederlande) an einer Qualifikationsrunde für die Championship Division teil. Sie spielen, aufgeteilt auf 10 Gruppen (A bis J) zu je 3 Mannschaften, mit Hin- und Rückspiel gegeneinander. Die Erstplatzierten sind qualifiziert, die zehn Zweitplatzierten tragen untereinander Spiele um weitere 5 Startplätze aus. Gastgeber Luxemburg nimmt den 16. Platz ein.
Bei den Frauen gab es 2015 nur 31 Teilnehmer, die von zwei Ausnahmen abgesehen alle an der Qualifikation für die Championship Division teilnehmen: Auch hier ist Gastgeber Luxemburg automatisch qualifiziert, außerdem nimmt Wales den Platz von Estland ein.
Die übrigen Mannschaften spielen in den Gruppen K und L um den letzten Platz der Challenge Division, in der bei der Europameisterschaft auch die 15 Teams antreten, denen die Qualifikation für die Championship Division nicht gelungen ist. Für die Mannschaften, denen keine Qualifikation für die Challenge Division gelingt, sowie für alle nicht an der Qualifikation teilnehmenden ist bei ausreichender Teilnehmerzahl die Standard Division vorgesehen.

## Männer

### Gruppenphase

#### Gruppe A
| Platz | Mannschaft | Bgn. | Spiele | Punkte |
| ----- | ---------- | ---- | ------ | ------ |
| 1     | Österreich | 4    | 9:5    | 7      |
| 2     | Ungarn     | 4    | 8:9    | 6      |
| 3     | Dänemark   | 4    | 6:9    | 5      |

| Datum         | Heimmannschaft | Gastmannschaft | Ergebnis |
| ------------- | -------------- | -------------- | -------- |
| 27. Sep. 2016 | Österreich     | Dänemark       | 3:0      |
| 1. Nov. 2016  | Ungarn         | Österreich     | 2:3      |
| 22. Nov. 2016 | Dänemark       | Ungarn         | 2:3      |
| 13. Dez. 2016 | Dänemark       | Österreich     | 3:0      |
| 24. Jan. 2017 | Österreich     | Ungarn         | 3:0      |
| 7. März 2017  | Ungarn         | Dänemark       | 3:1      |

#### Gruppe B
| Platz | Mannschaft  | Bgn. | Spiele | Punkte |
| ----- | ----------- | ---- | ------ | ------ |
| 1     | Deutschland | 4    | 12:2   | 8      |
| 2     | Serbien     | 4    | 8:7    | 6      |
| 3     | Schweiz     | 4    | 1:12   | 4      |

| Datum         | Heimmannschaft | Gastmannschaft | Ergebnis |
| ------------- | -------------- | -------------- | -------- |
| 27. Sep. 2016 | Deutschland    | Schweiz        | 3:0      |
| 1. Nov. 2016  | Serbien        | Deutschland    | 0:3      |
| 22. Nov. 2016 | Schweiz        | Serbien        | 0:3      |
| 13. Dez. 2016 | Schweiz        | Deutschland    | 0:3      |
| 24. Jan. 2017 | Deutschland    | Serbien        | 3:2      |
| 7. März 2017  | Serbien        | Schweiz        | 3:1      |

#### Gruppe C
| Platz | Mannschaft | Bgn. | Spiele | Punkte |
| ----- | ---------- | ---- | ------ | ------ |
| 1     | Frankreich | 4    | 12:0   | 8      |
| 2     | Italien    | 4    | 6:8    | 6      |
| 3     | Finnland   | 4    | 2:12   | 4      |

| Datum         | Heimmannschaft | Gastmannschaft | Ergebnis |
| ------------- | -------------- | -------------- | -------- |
| 27. Sep. 2016 | Frankreich     | Finnland       | 3:0      |
| 1. Nov. 2016  | Italien        | Frankreich     | 0:3      |
| 22. Nov. 2016 | Finnland       | Italien        | 1:3      |
| 13. Dez. 2016 | Finnland       | Frankreich     | 0:3      |
| 24. Jan. 2017 | Frankreich     | Italien        | 3:0      |
| 7. März 2017  | Italien        | Finnland       | 3:1      |

#### Gruppe D
| Platz | Mannschaft | Bgn. | Spiele | Punkte |
| ----- | ---------- | ---- | ------ | ------ |
| 1     | Kroatien   | 4    | 12:1   | 8      |
| 2     | Belarus    | 4    | 6:6    | 6      |
| 3     | Israel     | 4    | 1:12   | 4      |

| Datum         | Heimmannschaft | Gastmannschaft | Ergebnis |
| ------------- | -------------- | -------------- | -------- |
| 27. Sep. 2016 | Belarus        | Israel         | 3:0      |
| 1. Nov. 2016  | Kroatien       | Belarus        | 3:0      |
| 22. Nov. 2016 | Israel         | Kroatien       | 0:3      |
| 13. Dez. 2016 | Israel         | Belarus        | 0:3      |
| 24. Jan. 2017 | Belarus        | Kroatien       | 0:3      |
| 7. März 2017  | Kroatien       | Israel         | 3:1      |

#### Gruppe E
| Platz | Mannschaft | Bgn. | Spiele | Punkte |
| ----- | ---------- | ---- | ------ | ------ |
| 1     | Schweden   | 4    | 12:1   | 8      |
| 2     | Slowakei   | 4    | 7:6    | 6      |
| 3     | Estland    | 4    | 0:12   | 4      |

| Datum         | Heimmannschaft | Gastmannschaft | Ergebnis |
| ------------- | -------------- | -------------- | -------- |
| 27. Sep. 2016 | Schweden       | Estland        | 3:0      |
| 1. Nov. 2016  | Slowakei       | Schweden       | 0:3      |
| 22. Nov. 2016 | Estland        | Slowakei       | 0:3      |
| 13. Dez. 2016 | Estland        | Schweden       | 0:3      |
| 24. Jan. 2017 | Schweden       | Slowakei       | 3:1      |
| 7. März 2017  | Slowakei       | Estland        | 3:0      |

#### Gruppe F
| Platz | Mannschaft | Bgn. | Spiele | Punkte |
| ----- | ---------- | ---- | ------ | ------ |
| 1     | Portugal   | 4    | 12:3   | 8      |
| 2     | Ukraine    | 4    | 8:6    | 6      |
| 3     | Litauen    | 4    | 1:12   | 4      |

| Datum         | Heimmannschaft | Gastmannschaft | Ergebnis |
| ------------- | -------------- | -------------- | -------- |
| 27. Sep. 2016 | Portugal       | Litauen        | 3:0      |
| 23. Jan. 2017 | Ukraine        | Portugal       | 2:3      |
| 22. Nov. 2016 | Litauen        | Ukraine        | 0:3      |
| 13. Dez. 2016 | Litauen        | Portugal       | 1:3      |
| 24. Jan. 2017 | Portugal       | Ukraine        | 3:0      |
| 22. Nov. 2016 | Ukraine        | Litauen        | 3:0      |

#### Gruppe G
| Platz | Mannschaft   | Bgn. | Spiele | Punkte |
| ----- | ------------ | ---- | ------ | ------ |
| 1     | Griechenland | 4    | 11:4   | 7      |
| 2     | England      | 4    | 9:5    | 7      |
| 3     | Niederlande  | 4    | 1:12   | 4      |

| Datum         | Heimmannschaft | Gastmannschaft | Ergebnis |
| ------------- | -------------- | -------------- | -------- |
| 27. Sep. 2016 | Griechenland   | Niederlande    | 3:0      |
| 1. Nov. 2016  | England        | Griechenland   | 3:2      |
| 22. Nov. 2016 | Niederlande    | England        | 0:3      |
| 13. Dez. 2016 | Niederlande    | Griechenland   | 1:3      |
| 24. Jan. 2017 | Griechenland   | England        | 3:0      |
| 7. März 2017  | England        | Niederlande    | 3:0      |

#### Gruppe H
| Platz | Mannschaft | Bgn. | Spiele | Punkte |
| ----- | ---------- | ---- | ------ | ------ |
| 1     | Slowenien  | 4    | 10:6   | 7      |
| 2     | Polen      | 4    | 9:6    | 6      |
| 3     | Belgien    | 4    | 3:10   | 5      |

| Datum         | Heimmannschaft | Gastmannschaft | Ergebnis |
| ------------- | -------------- | -------------- | -------- |
| 27. Sep. 2016 | Polen          | Slowenien      | 1:3      |
| 1. Nov. 2016  | Belgien        | Polen          | 0:3      |
| 22. Nov. 2016 | Slowenien      | Belgien        | 1:3      |
| 13. Dez. 2016 | Slowenien      | Polen          | 3:2      |
| 24. Jan. 2017 | Polen          | Belgien        | 3:0      |
| 7. März 2017  | Belgien        | Slowenien      | 0:3      |

#### Gruppe I
| Platz | Mannschaft | Bgn. | Spiele | Punkte |
| ----- | ---------- | ---- | ------ | ------ |
| 1     | Spanien    | 4    | 12:4   | 8      |
| 2     | Russland   | 4    | 10:8   | 6      |
| 3     | Bulgarien  | 4    | 2:12   | 4      |

| Datum         | Heimmannschaft | Gastmannschaft | Ergebnis |
| ------------- | -------------- | -------------- | -------- |
| 27. Sep. 2016 | Russland       | Bulgarien      | 3:0      |
| 1. Nov. 2016  | Spanien        | Russland       | 3:2      |
| 22. Nov. 2016 | Bulgarien      | Spanien        | 0:3      |
| 13. Dez. 2016 | Bulgarien      | Russland       | 2:3      |
| 24. Jan. 2017 | Russland       | Spanien        | 2:3      |
| 7. März 2017  | Spanien        | Bulgarien      | 3:0      |

#### Gruppe J
| Platz | Mannschaft | Bgn. | Spiele | Punkte |
| ----- | ---------- | ---- | ------ | ------ |
| 1     | Rumänien   | 4    | 12:3   | 8      |
| 2     | Tschechien | 4    | 9:9    | 6      |
| 3     | Türkei     | 4    | 3:12   | 4      |

| Datum         | Heimmannschaft | Gastmannschaft | Ergebnis |
| ------------- | -------------- | -------------- | -------- |
| 27. Sep. 2016 | Tschechien     | Türkei         | 3:1      |
| 1. Nov. 2016  | Rumänien       | Tschechien     | 3:2      |
| 22. Nov. 2016 | Türkei         | Rumänien       | 0:3      |
| 28. Feb. 2017 | Türkei         | Tschechien     | 2:3      |
| 24. Jan. 2017 | Tschechien     | Rumänien       | 1:3      |
| 7. März 2017  | Rumänien       | Türkei         | 3:0      |

### Play-offs der Gruppenzweiten
Die Play-offs fanden am 11. und 18. April 2017 statt. (Ukraine vs. Italien am 18. und 19.)
|            | Gesamt |          | Hinspiel | Rückspiel |
| ---------- | ------ | -------- | -------- | --------- |
| England    | 4:5    | Slowakei | 1:3      | 3:2       |
| Ukraine    | 5:5    | Italien  | 2:3      | 3:2       |
| Russland   | 6:2    | Serbien  | 3:0      | 3:2       |
| Tschechien | 2:6    | Polen    | 2:3      | 0:3       |
| Ungarn     | 4:5    | Belarus  | 1:3      | 3:2       |

Beim Aufeinandertreffen der Ukraine und Italiens gab bei einem Verhältnis von 5:5 Spielen und 20:20 Sätzen das Punkteverhältnis von 386:375 den Ausschlag zugunsten der Ukraine.

#### Gruppe K
| Platz | Mannschaft              | Bgn. | Spiele | Punkte |
| ----- | ----------------------- | ---- | ------ | ------ |
| 1     | Bosnien und Herzegowina | 4    | 12:1   | 8      |
| 2     | Schottland              | 4    | 10:3   | 7      |
| 3     | Montenegro              | 4    | 6:8    | 6      |
| 4     | Malta                   | 4    | 5:10   | 5      |
| 5     | Albanien                | 4    | 1:12   | 4      |

| 2016/17                 | Schottland | Malta | Montenegro | Albanien | Bosnien und Herzegowina |
| ----------------------- | ---------- | ----- | ---------- | -------- | ----------------------- |
| Schottland              |            | 3:0   | 3:0        | 3:0      | 1:3                     |
| Malta                   | 0:3        |       | 2:3        | 3:1      | 0:3                     |
| Montenegro              | 0:3        | 3:2   |            | 3:0      | 0:3                     |
| Albanien                | 0:3        | 1:3   | 0:3        |          | 0:3                     |
| Bosnien und Herzegowina | 3:1        | 3:0   | 3:0        | 3:0      |                         |

#### Gruppe L
| Platz | Mannschaft    | Bgn. | Spiele | Punkte |
| ----- | ------------- | ---- | ------ | ------ |
| 1     | Norwegen      | 5    | 15:2   | 10     |
| 2     | Irland        | 5    | 13:5   | 9      |
| 3     | Wales         | 5    | 12:8   | 8      |
| 4     | Kosovo        | 5    | 7:12   | 6      |
| 5     | Island        | 5    | 3:12   | 6      |
| 6     | Aserbaidschan | 5    | 3:14   | 6      |

| 2016/17       | Irland | Norwegen | Aserbaidschan | Kosovo | Island | Wales |
| ------------- | ------ | -------- | ------------- | ------ | ------ | ----- |
| Irland        |        | 1:3      | 3:0           | 3:0    | 3:0    | 3:2   |
| Norwegen      | 3:1    |          | 3:0           | 3:0    | 3:0    | 3:1   |
| Aserbaidschan | 0:3    | 0:3      |               | 3:2    | 0:3    | 0:3   |
| Kosovo        | 0:3    | 0:3      | 2:3           |        | 3:0    | 2:3   |
| Island        | 0:3    | 0:3      | 3:0           | 0:3    |        | 0:3   |
| Wales         | 2:3    | 1:3      | 3:0           | 3:2    | 3:0    |       |

### Spiele um Platz 16 der Challenge Division
| Platz | Mannschaft | Bgn. | Spiele | Punkte |
| ----- | ---------- | ---- | ------ | ------ |
| 1     | Irland     | 2    | 6:2    | 4      |
| 2     | Schottland | 2    | 4:5    | 3      |
| 3     | Norwegen   | 2    | 3:6    | 2      |

| Datum         | Team 1     | Team 2     | Ergebnis |
| ------------- | ---------- | ---------- | -------- |
| 15. Apr. 2017 | Schottland | Irland     | 1:3      |
| 15. Apr. 2017 | Irland     | Norwegen   | 3:1      |
| 15. Apr. 2017 | Norwegen   | Schottland | 2:3      |

## Frauen

### Gruppenphase

#### Gruppe A
| Platz | Mannschaft  | Bgn. | Spiele | Punkte |
| ----- | ----------- | ---- | ------ | ------ |
| 1     | Deutschland | 4    | 12:1   | 8      |
| 2     | England     | 4    | 6:10   | 6      |
| 3     | Slowenien   | 4    | 5:12   | 4      |

| Datum         | Heimmannschaft | Gastmannschaft | Ergebnis |
| ------------- | -------------- | -------------- | -------- |
| 27. Sep. 2016 | Deutschland    | England        | 3:0      |
| 1. Nov. 2016  | Slowenien      | Deutschland    | 0:3      |
| 22. Nov. 2016 | England        | Slowenien      | 3:2      |
| 13. Dez. 2016 | England        | Deutschland    | 0:3      |
| 24. Jan. 2017 | Deutschland    | Slowenien      | 3:1      |
| 7. März 2017  | Slowenien      | England        | 2:3      |

#### Gruppe B
| Platz | Mannschaft   | Bgn. | Spiele | Punkte |
| ----- | ------------ | ---- | ------ | ------ |
| 1     | Rumänien     | 4    | 12:4   | 8      |
| 2     | Niederlande  | 4    | 9:7    | 6      |
| 3     | Griechenland | 4    | 2:12   | 4      |

| Datum         | Heimmannschaft | Gastmannschaft | Ergebnis |
| ------------- | -------------- | -------------- | -------- |
| 27. Sep. 2016 | Rumänien       | Griechenland   | 3:0      |
| 1. Nov. 2016  | Niederlande    | Rumänien       | 1:3      |
| 22. Nov. 2016 | Griechenland   | Niederlande    | 1:3      |
| 13. Dez. 2016 | Griechenland   | Rumänien       | 1:3      |
| 24. Jan. 2017 | Rumänien       | Niederlande    | 3:2      |
| 7. März 2017  | Niederlande    | Griechenland   | 3:0      |

#### Gruppe C
| Platz | Mannschaft | Bgn. | Spiele | Punkte |
| ----- | ---------- | ---- | ------ | ------ |
| 1     | Russland   | 4    | 12:1   | 8      |
| 2     | Belarus    | 4    | 7:6    | 6      |
| 3     | Bulgarien  | 4    | 0:12   | 4      |

| Datum         | Heimmannschaft | Gastmannschaft | Ergebnis |
| ------------- | -------------- | -------------- | -------- |
| 27. Sep. 2016 | Russland       | Bulgarien      | 3:0      |
| 1. Nov. 2016  | Belarus        | Russland       | 0:3      |
| 22. Nov. 2016 | Bulgarien      | Belarus        | 0:3      |
| 13. Dez. 2016 | Bulgarien      | Russland       | 0:3      |
| 24. Jan. 2017 | Russland       | Belarus        | 3:1      |
| 7. März 2017  | Belarus        | Bulgarien      | 3:0      |

#### Gruppe D
| Platz | Mannschaft | Bgn. | Spiele | Punkte |
| ----- | ---------- | ---- | ------ | ------ |
| 1     | Ukraine    | 4    | 12:1   | 8      |
| 2     | Kroatien   | 4    | 7:6    | 6      |
| 3     | Finnland   | 4    | 0:12   | 4      |

| Datum         | Heimmannschaft | Gastmannschaft | Ergebnis |
| ------------- | -------------- | -------------- | -------- |
| 27. Sep. 2016 | Ukraine        | Finnland       | 3:0      |
| 2. Nov. 2016  | Kroatien       | Ukraine        | 0:3      |
| 22. Nov. 2016 | Finnland       | Kroatien       | 0:3      |
| 28. Sep. 2016 | Finnland       | Ukraine        | 0:3      |
| 3. Nov. 2016  | Ukraine        | Kroatien       | 3:1      |
| 7. März 2017  | Kroatien       | Finnland       | 3:0      |

#### Gruppe E
| Platz | Mannschaft | Bgn. | Spiele | Punkte |
| ----- | ---------- | ---- | ------ | ------ |
| 1     | Polen      | 4    | 12:1   | 8      |
| 2     | Spanien    | 4    | 7:7    | 6      |
| 3     | Schweiz    | 4    | 1:12   | 4      |

| Datum         | Heimmannschaft | Gastmannschaft | Ergebnis |
| ------------- | -------------- | -------------- | -------- |
| 27. Sep. 2016 | Polen          | Schweiz        | 3:0      |
| 1. Nov. 2016  | Spanien        | Polen          | 1:3      |
| 22. Nov. 2016 | Schweiz        | Spanien        | 1:3      |
| 13. Dez. 2016 | Schweiz        | Polen          | 0:3      |
| 24. Jan. 2017 | Polen          | Spanien        | 3:0      |
| 7. März 2017  | Spanien        | Schweiz        | 3:0      |

#### Gruppe F
| Platz | Mannschaft | Bgn. | Spiele | Punkte |
| ----- | ---------- | ---- | ------ | ------ |
| 1     | Österreich | 4    | 12:4   | 8      |
| 2     | Wales      | 4    | 9:6    | 6      |
| 3     | Kosovo     | 4    | 1:12   | 4      |

| Datum         | Heimmannschaft | Gastmannschaft | Ergebnis |
| ------------- | -------------- | -------------- | -------- |
| 21. Sep. 2016 | Österreich     | Kosovo         | 3:0      |
| 1. Nov. 2016  | Wales          | Österreich     | 1:3      |
| 22. Nov. 2016 | Kosovo         | Wales          | 0:3      |
| 13. Dez. 2016 | Kosovo         | Österreich     | 1:3      |
| 26. Jan. 2017 | Österreich     | Wales          | 3:2      |
| 30. März 2017 | Wales          | Kosovo         | 3:0      |

#### Gruppe G
| Platz | Mannschaft | Bgn. | Spiele | Punkte |
| ----- | ---------- | ---- | ------ | ------ |
| 1     | Tschechien | 4    | 12:3   | 8      |
| 2     | Serbien    | 4    | 7:10   | 6      |
| 3     | Litauen    | 4    | 6:12   | 4      |

| Datum         | Heimmannschaft | Gastmannschaft | Ergebnis |
| ------------- | -------------- | -------------- | -------- |
| 27. Sep. 2016 | Tschechien     | Litauen        | 3:2      |
| 1. Nov. 2016  | Serbien        | Tschechien     | 0:3      |
| 22. Nov. 2016 | Litauen        | Serbien        | 2:3      |
| 13. Dez. 2016 | Litauen        | Tschechien     | 0:3      |
| 24. Jan. 2017 | Tschechien     | Serbien        | 3:1      |
| 7. März 2017  | Serbien        | Litauen        | 3:2      |

#### Gruppe H
| Platz | Mannschaft    | Bgn. | Spiele | Punkte |
| ----- | ------------- | ---- | ------ | ------ |
| 1     | Portugal      | 4    | 12:2   | 8      |
| 2     | Türkei        | 4    | 8:6    | 6      |
| 3     | Aserbaidschan | 4    | 0:12   | 4      |

| Datum         | Heimmannschaft | Gastmannschaft | Ergebnis |
| ------------- | -------------- | -------------- | -------- |
| 26. Sep. 2016 | Portugal       | Aserbaidschan  | 3:0      |
| 1. Nov. 2016  | Türkei         | Portugal       | 0:3      |
| 8. März 2017  | Aserbaidschan  | Türkei         | 0:3      |
| 26. Sep. 2016 | Aserbaidschan  | Portugal       | 0:3      |
| 24. Jan. 2017 | Portugal       | Türkei         | 3:2      |
| 9. März 2017  | Türkei         | Aserbaidschan  | 3:0      |

#### Gruppe I
| Platz | Mannschaft | Bgn. | Spiele | Punkte |
| ----- | ---------- | ---- | ------ | ------ |
| 1     | Frankreich | 4    | 10:3   | 7      |
| 2     | Slowakei   | 4    | 6:8    | 6      |
| 3     | Italien    | 4    | 1:9    | 5      |

| Datum         | Heimmannschaft | Gastmannschaft | Ergebnis |
| ------------- | -------------- | -------------- | -------- |
| 27. Sep. 2016 | Frankreich     | Italien        | 3:0      |
| 1. Nov. 2016  | Slowakei       | Frankreich     | 3:1      |
| 22. Nov. 2016 | Italien        | Slowakei       | 1:3      |
| 13. Dez. 2016 | Italien        | Frankreich     | 0:3      |
| 24. Jan. 2017 | Frankreich     | Slowakei       | 3:0      |
| 7. März 2017  | Slowakei       | Italien        | 0:3      |

#### Gruppe J
| Platz | Mannschaft | Bgn. | Spiele | Punkte |
| ----- | ---------- | ---- | ------ | ------ |
| 1     | Ungarn     | 4    | 12:2   | 8      |
| 2     | Schweden   | 4    | 8:6    | 6      |
| 3     | Belgien    | 4    | 0:12   | 4      |

| Datum         | Heimmannschaft | Gastmannschaft | Ergebnis |
| ------------- | -------------- | -------------- | -------- |
| 27. Sep. 2016 | Ungarn         | Belgien        | 3:0      |
| 1. Nov. 2016  | Schweden       | Ungarn         | 1:3      |
| 22. Nov. 2016 | Belgien        | Schweden       | 0:3      |
| 13. Dez. 2016 | Belgien        | Ungarn         | 0:3      |
| 24. Jan. 2017 | Ungarn         | Schweden       | 3:1      |
| 7. März 2017  | Schweden       | Belgien        | 3:0      |

### Play-offs der Gruppenzweiten
Die Play-offs fanden am 11. und 18. April 2017 statt. (Niederlande vs. Türkei zweimal am 18.) Das Rückspiel zwischen Belarus und Wales fand nicht statt.
|             | Gesamt |          | Hinspiel | Rückspiel |
| ----------- | ------ | -------- | -------- | --------- |
| England     | 0:6    | Spanien  | 0:3      | 0:3       |
| Niederlande | 6:0    | Türkei   | 3:0      | 3:0       |
| Belarus     | 3:0    | Wales    | 3:0      | -:-       |
| Schweden    | 6:1    | Slowakei | 3:0      | 3:1       |
| Serbien     | 2:6    | Kroatien | 0:3      | 2:3       |

#### Gruppe K
| Platz | Mannschaft              | Bgn. | Spiele | Punkte |
| ----- | ----------------------- | ---- | ------ | ------ |
| 1     | Israel                  | 3    | 9:2    | 6      |
| 2     | Bosnien und Herzegowina | 3    | 8:4    | 5      |
| 3     | Schottland              | 3    | 4:7    | 4      |
| 4     | Irland                  | 3    | 1:9    | 3      |

| 2016/17                 | Irland | Schottland | Bosnien und Herzegowina | Israel |
| ----------------------- | ------ | ---------- | ----------------------- | ------ |
| Irland                  |        | 1:3        | 0:3                     | 0:3    |
| Schottland              | 3:1    |            | 1:3                     | 0:3    |
| Bosnien und Herzegowina | 3:0    | 3:1        |                         | 2:3    |
| Israel                  | 3:0    | 3:0        | 3:2                     |        |

#### Gruppe L
| Platz | Mannschaft | Bgn. | Spiele | Punkte |
| ----- | ---------- | ---- | ------ | ------ |
| 1     | Norwegen   | 3    | 9:2    | 6      |
| 2     | Dänemark   | 3    | 8:3    | 5      |
| 3     | Albanien   | 3    | 3:7    | 4      |
| 4     | Island     | 3    | 1:9    | 3      |

| 2016/17  | Island | Danemark | Norwegen | Albanien |
| -------- | ------ | -------- | -------- | -------- |
| Island   |        | 0:3      | 0:3      | 1:3      |
| Dänemark | 3:0    |          | 2:3      | 3:0      |
| Norwegen | 3:0    | 3:2      |          | 3:0      |
| Albanien | 3:1    | 0:3      | 0:3      |          |

### Spiele um Platz 16 der Challenge Division
| Platz | Mannschaft              | Bgn. | Spiele | Punkte |
| ----- | ----------------------- | ---- | ------ | ------ |
| 1     | Dänemark                | 3    | 9:4    | 6      |
| 2     | Israel                  | 3    | 6:7    | 4      |
| 3     | Bosnien und Herzegowina | 3    | 6:7    | 4      |
| 4     | Norwegen                | 3    | 5:8    | 4      |

| Datum         | Heimmannschaft          | Gastmannschaft          | Ergebnis |
| ------------- | ----------------------- | ----------------------- | -------- |
| 15. Apr. 2017 | Bosnien und Herzegowina | Norwegen                | 3:1      |
| 15. Apr. 2017 | Dänemark                | Bosnien und Herzegowina | 3:2      |
| 15. Apr. 2017 | Dänemark                | Norwegen                | 3:1      |
| 15. Apr. 2017 | Israel                  | Bosnien und Herzegowina | 3:1      |
| 15. Apr. 2017 | Norwegen                | Israel                  | 3:2      |
| 15. Apr. 2017 | Israel                  | Dänemark                | 1:3      |